# Симон, Хулиан
Хулиан Симон Сесмеро (исп. Julián Simón Sesmero; род. 3 апреля 1987, Вильяканьяс, Толедо, Испания) — испанский мотогонщик, участник чемпионата мира шоссейно-кольцевых мотогонок серии MotoGP. Чемпион мира в классе 125сс (2009). В сезоне 2016 года выступает в классе Moto2 за команду «QMMF Racing Team» под номером 60.

## Биография
Родившийся в Вильяканьясе, Толедо, Испания, Симон начал свою гоночную карьеру, участвуя в гонках на мотоциклах Honda в сезоне Гран-При 2002 года на Гран-При Испании. В 2003 году он участвовал в гонках за Малагути, а затем перешел в Aprilia в 2004 году и KTM в 2005 году. Он выиграл Гран-При Великобритании 2005 года 125cc.
В 2007 году он участвовал в гонках в классе 250cc для команды Repsol Honda, а в 2008 году ездил на KTM.
В 2009 году он подписал контракт с командой Mapfre Aspar, чтобы соревноваться в классе 125. Он лихо отпраздновал победу в гонке за круг до финиша гонки, позволив себя обогнать. В итоге он финишировал четвертым. Это задало тон доминирующему сезону, в котором он завоевал титул, обогнав ближайшего соперника Брэдли Смита на заключительном круге на острове Филлип. Затем он также победил Смита, чтобы выиграть последние две гонки года.